# Ливингстън (остров)
Вижте пояснителната страница за други значения на Ливингстън.
Ливингстън (на английски: Livingston, 62°36′00″ ю. ш. 60°30′00″ з. д. / 62.6° ю. ш. 60.5° з. д.) е антарктически остров в архипелага Южни Шетландски острови, Западна Антарктика, разположен между островите Гринуич и Сноу.
Той е първата земя в Антарктика южно от 60° южна ширина, открита от човека преди 200 години, а понастоящем част от острова е заета от българската антарктическа база „Св. Климент Охридски“.

## География
Ливингстън е разположен в Южния океан 110 km северозападно от нос Рокморел на Антарктическия континент, 809 km на юг-югоизток от нос Хорн, 796 km югоизточно от архипелага Диего Рамирес (най-южната земя на Южна Америка), 1063 km точно на юг от Фолкландските острови, 1571 km югозападно от Южна Джорджия, и 3040 km от Южния полюс.
Островът е част от Южношетландския архипелаг, островна верига, простираща се на протежение на 510 km в посока от изток-североизток към запад-югозапад, която е отделена от съседния Антарктически полуостров с протока Брансфийлд, а от Южна Америка с протока Дрейк. Южните Шетландски острови имат обща площ 3687 km² и включват (от изток на запад) островите Кларънс, Елефант, Кинг Джордж, Нелсън, Робърт, Гринуич, Ливингстън, Дисепшън, Сноу, Лоу и Смит, а също и множество по-малки островчета и скали.
Ливингстън е отделен от съседния остров Гринуич на изток, остров Дисепшън на юг и остров Сноу на запад-югозапад съответно с проливите Макфарлън, Смоленск и Мортън. Остров Дисепшън, разположен в пролива Брансфийлд само на 18 km югозападно от ливингстънския нос Барнард, е действащ вулкан, чийто полупотънал кратер образува защитения вътрешен залив Порт Фостър с единствен тесен вход – Нептунс Белоус.
Със своята площ от 798 km² остров Ливингстън е втори по големина в архипелага след Кинг Джордж. Дълъг е 73 km от нос Старт на запад до нос Рение на изток, а ширината му се мени от 5 km при провлака, отделящ Южния залив от залива Хироу, до 36 km между нос Уилямс на север и нос Ботев на юг. В околните води има немалко островчета и скали, особено многобройни покрай северния бряг. По-значими между прилежащите малки острови са остров Ръгед („Неравен“) край полуостров Байърс, остров Полумесец в Лунния залив, и остров Дезолейшън („Отчаяние“) в залива Хироу на север.
Ледниковите покрайнини, които образуват по-голямата част от бреговата линия, през последните десетилетия се отдръпват и разкриват нови заливчета, плажове и морски носове. С изключение на изолирани участъци земната повърхност е покрита с ледникова шапка, силно напукана в отделни области, с преобладаващи ледникови куполи и плата в средната и западната част на острова, и долинни ледници, формирани от планинския релеф на източен Ливингстън. Типични за островното заледяване са слоевете от вулканична пепел от изригвания на съседния остров Дисепшън.
С изключение на сравнително обширния полуостров Байърс (61 km²), образуващ западния край на Ливингстън, свободните от лед области от острова включват отделни крайбрежни участъци при нос Ширеф, нос Сидънс, нос Хана, нос Уилямс, полуостров Хърд и полуостров Рожен, както и части от склоновете на планински хребети, възвишения и височини, които са прекалено стръмни, за да задържат снега. Основните планински формации на острова са Тангра Планина (с дължина 30 km, достигаща височина 1700 m при връх Фрисланд), хребета Боулс (6,5 km, височина 822 m), Видинските възвишения (8 km, 604 m), хребетите Бърдик (773 m), Мелник (696 m) и Плиска (667 m).
Бреговата линия на острова е добре разчленена, с по-значими заливи Южния залив, Лъжливия залив, Лунния залив, Хироу, Баркли, Ню Плимът, Осогово и Уокър, и полуострови Хърд (с дължина 10 km), Рожен (9 km), Бургас (10,5 km), Варна (12 km), Йоан Павел II (12,8 km) и Байърс (15 km).
За разлика от вътрешността на континентална Антарктика, където климатът е рязко континентален, сух, с преобладаващо стабилно и слънчево време, за крайбрежните области в района на Антарктическия полуостров и Южните Шетландски острови той е типично морски и влажен, със силно променливо, ветровито и много рядко слънчево време. Особено лоша слава има местното ливингстънско време. „Бялото заслепяване“ е често, а виелици могат да се случат през всеки сезон. Според австралийския алпинист Деймиън Гилдей, Ливингстън има може би най-лошото време в света. А според българския алпинист Дойчин Василев, ако Хималаите имаха времето на Ливингстън, човечеството отдавна да е забравило за тях. През февруари 2009 г. американски полеви лагер на полуостров Байърс е разрушен от ураганен вятър и спешно евакуиран.
Температурите се отличават с постоянство, рядко надхвърлят 3 °C през лятото и падат под –11 °C през зимата, като съобразно силата на вятъра охлаждането може да бъде като при температури до 5 – 10 °C по-ниски. Следват данните за средна температура за годината, за най-горещия и най-студения месец, и годишните валежи, дадени за крайбрежния район на острова, както и няколко други места за сравнение:
- Ливингстън: –1 °C; 2.6 °C; –4.6 °C; 377 mm;
- връх Мусала: –2,8 °C; 5,2 °C; –10,6 °C; 1155 mm;
- Южен полюс: –49,4 °C; –27,5°; –60 °C; почти без валежи;
- Рейкявик: 5,1 °C; 11,4 °C; –3 °C; 779 mm;
- София: 9,9 °C; 20,1 °C; –1,1 °C; 575 mm.

## История
Антарктика обхваща както Антарктическия материк (митичната Тера аустралис инкогнита, търсенето на която вдъхновява множество географски открития в миналото), така също и прилежащите острови и полярни води. Нейната естествена физическа граница е Антарктическата конвергенция, добре обособена зона в Световния океан с ширина около 50 km, опасваща земята приблизително по паралела 55° южна ширина, където се срещат студените води от юг и топлите от север. Част от тази ‘географска’ Антарктика представляват островите, разположени между Антарктическата конвергенция на север и паралела 60° южна ширина на юг, които са под националната юрисдикция на определени страни. Това са от Южна Джорджия и Южните Сандвичеви острови (Великобритания), остров Буве (Норвегия), островите Хърд и Макдонълд (Австралия) и Кергелен (Франция).
Териториите на юг от 60° южна ширина образуват ‘политическа’ Антарктика, която съгласно международно-правния режим на Антарктическия договор се управлява от един ексклузивен клуб от антарктически нации, понастоящем включващ Великобритания, Южна Африка, Белгия, Япония, САЩ, Норвегия, Франция, Нова Зеландия, Русия, Полша, Аржентина, Австралия, Чили, Нидерландия, Бразилия, България, Германия, Уругвай, Италия, Перу, Испания, Китай, Индия, Швеция, Финландия, Южна Корея, Еквадор и Украйна.
Според някои историци, нидерландецът Дирк Гериц (1599) и испанецът Габриел де Кастиля (1603) може да са били първите хора, зърнали антарктическа земя по време на плаване в южната част на пролива Дрейк, граничеща с Южните Шетландски острови. По-добре документирано е откриването на Южна Джорджия от английския търговец Антъни де ла Роше, който в бурно време намира убежище в един от заливите на острова през април 1675 г.
Едва през XIX век обаче е открита първата земя от днешна „политическа“ Антарктика и това е Ливингстън. Английският капитан Уилям Смит със своя търговски бриг „Уилямс“, плавайки южно от нос Хорн на път за Валпарайсо, се отклонява от курса си и на 19 февруари 1819 г. вижда североизточния край на остров Ливингстън, нос Уилямс.
8 месеца по-късно Смит отново посещава Южните Шетландски острови, слиза на остров Кинг Джордж на 16 октомври 1819 г. и обявява островите за английски. Междувременно 1 месец преди това голям испански кораб е повреден от буря в пролива Дрейк и потъва край северния бряг на Ливингстън през септември 1819 г. Линейният кораб „Сан Телмо“ със 74 оръдия под командата на капитан Росендо Порлиер е флагманът на испанска ескадра на път за Каляо в подкрепа на колониалните войски, сражаващи се срещу движението за независимост в Испанска Америка. Намиращите се на борда на „Сан Телмо“ 644 офицери, войници и моряци са първите хора, загубили живота си в ‘политическа’ Антарктика. Не оцелява никой, а остатъци от кораба са намерени впоследствие от ловци на тюлени на плажа Полумесец край нос Ширеф.
През декември 1819 г. Уилям Смит се връща за пореден път на островите, вече нает заедно с кораба си от капитан Уилям Ширеф, британския командващ офицер за Тихия океан със седалище в Чили, и съпроводен от лейтенант Едуард Брансфийлд, на когото е възложена мисията да изследва и картографира новите земи. На 30 януари 1820 г. те съзират планините на Антарктическия полуостров, без да подозират, че далече на изток и само 3 дни преди тях, континентът вече е открит от императорската руска експедиция на Фадей Белингсхаузен и Михаил Лазарев.
Година по-късно руските мореплаватели са обиколили Антарктида и през януари 1821 г. пристигат в района на Южните Шетландски острови, където заварват над 50 американски и английски кораба и 1000 ловци на тюлени, събиращи ценните кожи от стотици хиляди животни. Докато плава между островите Дисепшън и Ливингстън, Белингсхаузен среща американеца Натаниъл Палмър, друг прочут пионер в изследването на Антарктика, на свой ред видял материка през ноември. И докато всички са единодушни, че континентът Антарктида е открит през 1820 г., претенциите за приоритет на Брансфийлд, Палмър и Белингсхаузен се отстояват от техните нации в спор, продължил повече от столетие. Днес първенството на Белингсхаузен е общопризнато.
За първи път човекът стъпва на самия континент на 7 февруари 1821 г. в залива Хюз на Антарктическия полуостров, когато американският кораб „Хюрън“ с капитан Джон Дейвис търси тюлени в района южно от Южните Шетландски острови. Пак тогава е първото презимуване в Антарктика. В края на сезона 1820 – 1821 г. 11 англичани от кораба „Лорд Мелвил“ не успяват да напуснат остров Кинг Джордж и благополучно дочакват спасението през следващата пролет.
Останки от хижи, лодки и други съоръжения и предмети на ловците на тюлени се срещат и до днес на Ливингстън, който след Южна Джорджия притежава най-голямото изобилие от исторически паметници в Антарктика. Ловците на тюлени отдавна са напуснали Антарктика, тюлените вече напълно са възстановили популацията си, а с всяка измината година все по-често може да се видят и китове. Мястото на старите ловци на тюлени и китове днес е заето от учени и туристи.

## Топонимия
Имената на много географски обекти на острова са свързани с неговата ранна история. Сред тях са имената на корабни капитани като американците Кристофър Бърдик, Чарлз Барнард, Доналд Макай, Робърт Инот, Дейвид Лесли, Бенджамин Бруноу, Робърт Мейси, Принс Муърс и Уилям Нейпиър, британците Уилям Ширеф, М’Кийн, Джон Уокър, Ралф Бонд, Кристофър Макгрегър, Т. Бин и Уилям Боулс, австралиеца Ричърд Сидънс, нюйоркския корабовладелец Джеймс Байърс, американските търговци Уилям и Франсис Роч, хидрографа на британското Адмиралтейство Томъс Хърд, Джон Майърс, който публикува първата карта на Южните Шетландски острови въз основа на проучванията на Уилям Смит, или кораби за лов на тюлени като Хюрън, Уилямс, Самюъл, Глийнър, Хънтрес, Чарити, Хана, Хенри, Джон, Хироу, Кора и други.
Някои от имената дадени през XIX век от ловците на тюлени са описателни, като Дяволския нос и Адските порти – опасни места, погубили кораби и хора, Неподходящия залив, или Грабителските плажове, където американски ловци са били нападнати и техните тюленови кожи, заграбени от британци. Други имена като Ливингстън, Фрисланд и Рение също датират от първите сезони след откриването на острова, но техният произход едва ли някога ще бъде установен.
Ливингстън е третото име на острова, въведено в публикация през 1821 г. от ловеца на тюлени Робърт Файлдс, след популярното ранно име остров Фрисланд (изписвано по множество различни начини) и името Смоленск, дадено от Белингсхаузен в чест на една от големите битки в Наполеоновите войни. Топонимите Фрисланд и Смоленск днес са съхранени в района съответно като връх Фрисланд и проток Смоленск. Името Ливингстън обаче няма нищо общо с шотландеца Дейвид Ливингстън, осемгодишно момче през 1821, което тепърва ще стане текстилен работник и още по-късно мисионер и прочут изследовател на Африка.

## Научни бази
Постоянните научни бази „Хуан Карлос I“ (Испания) и „Свети Климент Охридски“ (България) са основани през 1988 г. край Южния залив, малката база „Ширеф“ (или „Гилермо Ман“, Чили и САЩ) в защитената територия Ширеф е от 1991 г., а консервираната база „Кáмара“ (Аржентина) на остров Полумесец е от 1953 г.
Полеви лагери се установяват за провеждането на изследвания в отдалечени части на острова. Испански лагер редовно работи край нос Никопол в защитената територия Байърс, а местността Лагер Академия в централната област на Източен Ливингстън е използвана за базов лагер на българската експедиция Тангра 2004/05 и е определена за сезонен пощенски клон номер 1090 на Български пощи от 2004 г. Полевата работа, извършена от Лагер Академия през сезона 2004/05 е отбелязана като събитие в хронологията на изследването на Антарктика.

## Защитени територии
За опазване на природното наследство системата на Антарктическия договор урежда, освен общия строг режим, регулиращ човешкото присъствие и дейности в Антарктика, също и обявяването на отделни защитени територии, в които достъпът е само за научни цели и става със специални разрешителни.
На остров Ливингстън съществуват 2 такива резервата от 1966 г., обхващащи съответно обширния полуостров Байърс и малкия полуостров Ширеф заедно с остров Сан Телмо и прилежащите води. Обект на защита са вкаменелости, свидетелстващи за връзката между Антарктида и други южни континенти, богато разнообразие на флора и фауна, колонии на тюлени и пингвини, които са предмет на научни изследвания и наблюдения, както и множество исторически паметници от XIX век.

## Туризъм
Началото на антарктическия морски туризъм е поставено на Южните Шетландски острови през 1958 г. Оттогава годишният брой на туристите в Антарктика нараства до десетки хиляди, от които над 95% посещават района на Южните Шетландски острови и близкия Антарктически полуостров. Нос Хана на южния бряг на остров Ливингстън, остров Полумесец край източния му бряг, както и близкият остров Дисепшън и островчетата Ейчо между о-в Гринуич и о-в Робърт (срещу нос Хорн, Южна Америка) са между най-популярните туристически дестинации, задължителни спирки в програмата на туристическите кораби заради зрелищните разходки сред удивителна природа, които предлагат на посетителите.

## Други
В чест на остров Ливингстън са наименувани (или са в процес на одобрение) няколко площада и улици в български селища, като „пл. Остров Ливингстън“ в Самуил и Кула, „ул. Остров Ливингстън“ в Гоце Делчев, Ямбол, Петрич, София, Ловеч и Видин.

## Карти
- South Shetland Islands. Scale 1:200000 topographic map No. 3373. DOS 610 – W 62 58. Tolworth, UK, 1968.
- G.J. Hobbs. Map showing the physiography, geological station numbers and the survey routes on Livingston Island. In: The geology of Livingston Island . Scientific Report No. 47. British Antarctic Survey, 1963. Figure 1
- Islas Livingston y Decepción. Mapa topográfico a escala 1:100000. Madrid: Servicio Geográfico del Ejército, 1991.
- Isla Livingston: Península Hurd. Mapa topográfico de escala 1:25000. Madrid: Servicio Geográfico del Ejército, 1991.
- Península Byers, Isla Livingston Архив на оригинала от 2013-11-09 в Wayback Machine.. Mapa topográfico a escala 1:25000. Madrid: Servicio Geográfico del Ejército, 1992.
- Л.Л. Иванов, Св. Климент Охридски, о. Ливингстън, топографска карта в мащаб 1:1000, Проект на Комисията по антарктическите наименования, подкрепен от Атлантическия клуб в България и Българския антарктически институт, София, 1996. (Първата българска антарктическа топографска карта)
- L.L. Ivanov. Livingston Island: Central-Eastern Region. Scale 1:25000 topographic map. Sofia: Antarctic Place-names Commission of Bulgaria, 1996.

- S. Soccol, D. Gildea and J. Bath. Livingston Island, Antarctica. Scale 1:100000 satellite map. The Omega Foundation, USA, 2004.
- L.L. Ivanov et al, Antarctica: Livingston Island, South Shetland Islands (from English Strait to Morton Strait, with illustrations and ice-cover distribution), 1:100000 scale topographic map, Antarctic Place-names Commission of Bulgaria, Sofia, 2005
- Л. Иванов. Антарктика: Остров Ливингстън и острови Гринуич, Робърт, Сноу и Смит. Топографска карта в мащаб 1:120000. Троян: Фондация Манфред Вьорнер, 2009. ISBN 978-954-92032-4-0 (Допълнено второ издание 2010. ISBN 978-954-92032-8-8)
- Л.Л. Иванов. Карта на остров Ливингстън. В: Иванов, Л. и Н. Иванова. Антарктика: Природа, история, усвояване, географски имена и българско участие. София: Фондация Манфред Вьорнер, 2014. с. 18 – 19. ISBN 978-619-90008-1-6
- L.L. Ivanov. Antarctica: Livingston Island and Smith Island. Scale 1:100000 topographic map. Manfred Wörner Foundation, 2017. ISBN 978-619-90008-3-0
- Antarctic Digital Database (ADD). Scale 1:250000 topographic map of Antarctica. Scientific Committee on Antarctic Research (SCAR). Since 1993, regularly upgraded and updated.
- Антарктика, Южни Шетландски острови, о. Ливингстън: Българска антарктическа база. Листи 1 и 2. Топографска карта в мащаб 1:2000. Агенция по геодезия, картография и кадастър, 2016.
- A. Kamburov and L. Ivanov. Bowles Ridge and Central Tangra Mountains: Livingston Island, Antarctica. Scale 1:25000 map. Sofia: Manfred Wörner Foundation, 2023. (печатно ISBN 978-619-90008-6-1)

## В литературата
- Районът на българската и испанската база на остров Ливингстън е място на действие на книгата Приключенията на Пити на Антарктида от испанския писател и полярен изследовател Хавиер Качо.[13][14]

- Британската писателка Роузи Томас (псевдоним на Джейни Кинг) пише своя бестселър Слънце в полунощ на българската база през летния сезон 2002/03.[15][16]

- На острова, от нос Хана до Иванов бряг и полуостров Байърс, се развива действието на трилъра Корабът убиец с автори Елизабет Круз и Бо Рифънбърг (под общия псевдоним Саймън Бофърт).[17][18]
- На острова се развива по-голямата част от действието на първата част от книгата Пермафрост от българския писател Васил Попов.